# Божидар Николов (Търговище)
 Тази статия е за журналиста.  За оперният певец вижте Божидар Николов.  
Божидар Николов е български журналист, основател, издател и главен редактор на областния вестник „Търговищки новини“ – град Търговище.
Божидар Николов е роден на 3 октомври 1942 г. в село Светлен (област Търговище). Завършва специалност „Педагогика“ в Софийския университет „Св. Климент Охридски“. Журналистическата кариера продължава, като от 1969 г. до 1987 г. работи в окръжен вестник като журналист, завеждаш отдел „Информация и кореспонденти“ и отдел „Социологически“. В началото на 1988 г. работи в областния вестник „Възход“ (днес „Гледища“) в Разград като завеждащ отдел „Икономически“ и член на редакционната колегия до 1990 г.
За своята творческа и професионална дейност Божидар Николов е награден с множество общински, регионални и национални отличия и награди. Сред тях са орден „Св. св. Кирил и Методий“ – първа степен, връчена от президента на Република България, наградата „Златно перо“ на Съюза на българските журналисти, „Кристално огърлие“ на Съюза на българските музикални и танцови дейци и някои други в сферта на българската култура.
На 22 март 2023 г. Божидар Николов е предложен от граждани на Търговище да бъде удостоен със званието „Почетен гражданин на града“. Предложението е прието на 14 май 2023 г.